# Царичанка (село)
Царича́нка — село Дивізійської сільської громади, в Білгород-Дністровському районі Одеської області України. Населення становить 60 осіб.

## Населення
Згідно з переписом УРСР 1989 року чисельність наявного населення села становила 75 осіб, з яких 34 чоловіки та 41 жінка.
За переписом населення України 2001 року в селі мешкало 60 осіб.

### Мова
Розподіл населення за рідною мовою за даними перепису 2001 року:
| Мова       | Відсоток |
| ---------- | -------- |
| українська | 96,67 %  |
| російська  | 1,67 %   |
| інші       | 1,66 %   |